# CD Luis Ángel Firpo
Club Deportivo Luis Ángel Firpo – salwadorski klub piłkarski z siedzibą w mieście Usulután, stolicy departamentu Usulután. Występuje w rozgrywkach Primera División. Domowe mecze rozgrywa na obiekcie Estadio Sergio Torres.

## Osiągnięcia

### Krajowe
- Primera División

| zwycięstwo (10):     | 1989, 1991, 1992, 1993, 1998, 1999 (C), 2000 (C), 2007 (A), 2008 (C), 2013 (C)           |
| drugie miejsce (11): | 1956, 1990, 1995, 1996, 1997, 1998 (A), 2001 (A), 2003 (C), 2005 (C), 2007 (C), 2009 (C) |

- Copa El Salvador

| zwycięstwo (0):     | –    |
| drugie miejsce (1): | 2000 |

### Międzynarodowe
- Puchar Zdobywców Pucharów CONCACAF

| zwycięstwo (0):     | –    |
| drugie miejsce (1): | 1995 |

## Historia
Klub został założony 17 września 1923 przez 72 pasjonatów piłki nożnej i lokalnych przedsiębiorców z Usulután. Nazwano go Tecún Umán, honorując w ten sposób Tecúna Umána, ostatniego władcę ludu Kicze. Pierwszym prezesem klubu został Gustavo Denys, Salwadorczyk pochodzenia belgijskiego. Już 21 września zmieniono nazwę klubu na CD Luis Ángel Firpo, na cześć argentyńskiego boksera Luisa Ángela Firpo, który tydzień wcześniej jako pierwszy w historii latynoski pretendent do mistrzostwa świata w wadze ciężkiej stoczył słynną walkę z Jackiem Dempseyem. W herbie klubu umieszczono byka nawiązującego do przydomka Firpo („Byk z Pampasów”) oraz przejęto niebiesko-czerwone barwy od CA San Lorenzo de Almagro, ulubionej drużyny argentyńskiego pięściarza (inna wersja mówi o czerwono-białych barwach i kolorze niebieskim dodanym dopiero w połowie lat 50.).
W 1930 roku klub nabył dwie trzecie praw do Estadio de Usulután (obecnie Estadio Sergio Torres) i przez dziesiątki lat pozostawał jedynym klubie w Salwadorze, który był właścicielem własnego obiektu. W 1948 roku Firpo był jednym z trzynastu zespołów, które wzięły udział w premierowym sezonie salwadorskiej Primera División. W najwyższej klasie rozgrywkowej występował w latach 1948–1958, 1960–1962, 1966–1968, a po raz kolejny awansował do pierwszej ligi w 1972 roku. W 1981 roku Firpo zajął ostatnie miejsce w tabeli, jednak wraz z CD Águila pozostawiono go w lidze, a w zamian odjęto punkty w kolejnych rozgrywkach. W 1982 roku Firpo znów zajął miejsce skutkujące spadkiem do drugiej ligi, lecz ostatecznie utrzymał się na najwyższym szczeblu dzięki wykupieniu za 25 tys. colónów licencji klubu Agave San Miguel.
W 1987 roku na czele klubu jako prezes stanął związany z regionem przedsiębiorca Sergio Torres. Z rządami rodziny Torres wiąże się złota era w historii Firpo (1988–1999), podczas której zespół zdobył sześć mistrzostw Salwadoru, pięć wicemistrzostw Salwadoru oraz dotarł do finału kontynentalnych rozgrywek Pucharu Zdobywców Pucharów CONCACAF. W latach 1990–1991 ustanowił rekord meczów z rzędu bez porażki (41) jakiegokolwiek salwadorskiego klubu.
W 2014 roku Firpo po 42 latach nieprzerwanej gry w najwyższej klasie rozgrywkowej spadł do drugiej ligi salwadorskiej. Do pierwszej ligi powrócił w 2016 roku po wykupieniu licencji klubu Juventud Independiente. Występował w niej w latach 2016–2019, a następnie trapiony problemami finansowymi znów zanotował relegację do drugiej ligi. W 2020 wrócił do Primera División, tym razem na licencji CD Audaz (do tej pory użyczanej drużynie Independiente FC).

### Rozgrywki międzynarodowe
| Sezon     | Rozgrywki                          | Runda | Klub               | Dom | Wyjazd | Ogólnie      |
| --------- | ---------------------------------- | ----- | ------------------ | --- | ------ | ------------ |
| 1989      | Puchar Mistrzów CONCACAF           | R1    | Cartaginés         | 0:1 | 0:1    | 3. miejsce   |
| 1989      | Puchar Mistrzów CONCACAF           | R1    | Aurora             | 1:1 | 1:1    | 3. miejsce   |
| 1989      | Puchar Mistrzów CONCACAF           | R1    | Real España        | 0:0 | 0:0    | 3. miejsce   |
| 1990      | Puchar Mistrzów CONCACAF           | R1    | Tauro              | 1:1 | 3:0    | 4:1          |
| 1990      | Puchar Mistrzów CONCACAF           | R2    | Alianza            | 1:0 | 0:0    | 1:0          |
| 1990      | Puchar Mistrzów CONCACAF           | R3    | Real España        | 3:0 | 1:1    | 2. miejsce   |
| 1990      | Puchar Mistrzów CONCACAF           | R3    | Olimpia            | 0:1 | 1:1    | 2. miejsce   |
| 1991      | Puchar Mistrzów CONCACAF           | R1    | Duurly’s           | 4:0 | 4:0    | 8:0          |
| 1991      | Puchar Mistrzów CONCACAF           | R2    | Comunicaciones     | 2:0 | 3:4    | 5:4          |
| 1991      | Puchar Mistrzów CONCACAF           | R3    | Deportivo Saprissa | 1:1 | 0:3    | 1:4          |
| 1992      | Puchar Mistrzów CONCACAF           | R1    | Pumas UNAM         | 0:0 | 0:1    | 0:1          |
| 1992      | Puchar Mistrzów CONCACAF           | R2    |                    |     |        | wolny los    |
| 1992      | Puchar Mistrzów CONCACAF           | R3    | Alajuelense        | 0:1 | 2:1    | 2:2 (3:5 k.) |
| 1993      | Puchar Mistrzów CONCACAF           | R1    | Plaza Amador       | 6:0 | 2:2    | 8:2          |
| 1993      | Puchar Mistrzów CONCACAF           | R2    | Deportivo Saprissa | 2:1 | 0:2    | 2:3          |
| 1993      | Puchar Zdobywców Pucharów CONCACAF | R1    |                    |     |        | wolny los    |
| 1993      | Puchar Zdobywców Pucharów CONCACAF | RF    | Suchitepéquez      | 6:1 | 6:1    | 3. miejsce   |
| 1993      | Puchar Zdobywców Pucharów CONCACAF | RF    | Real España        | 0:0 | 0:0    | 3. miejsce   |
| 1993      | Puchar Zdobywców Pucharów CONCACAF | RF    | Monterrey          | 3:4 | 3:4    | 3. miejsce   |
| 1994      | Puchar Mistrzów CONCACAF           | R1    | Atlante            | 1:4 | 1:2    | 2:6          |
| 1995      | Puchar Zdobywców Pucharów CONCACAF | R1    | San Marcos         | 8:0 | 2:1    | 10:1         |
| 1995      | Puchar Zdobywców Pucharów CONCACAF | 1/2   | Jong Colombia      | 8:0 | 8:0    | 8:0          |
| 1995      | Puchar Zdobywców Pucharów CONCACAF | F     | Tecos UAG          | 1:2 | 1:2    | 1:2          |
| 1997      | Puchar Mistrzów CONCACAF           | R1    | Olimpia            | 0:0 | 3:1    | 3:1          |
| 1997      | Puchar Mistrzów CONCACAF           | R2    | Xelajú MC          | 2:0 | 1:2    | 3:2          |
| 1997      | Puchar Mistrzów CONCACAF           | 1/4   | Los Angeles Galaxy | 0:2 | 0:2    | 0:2          |
| 1998      | Puchar Mistrzów CONCACAF           | R1    | Aurora             | 2:0 | 2:2    | 2. miejsce   |
| 1998      | Puchar Mistrzów CONCACAF           | R1    | Real Verdes        | 4:1 | –      | 2. miejsce   |
| 1998      | Puchar Mistrzów CONCACAF           | R1    | Platense           | 1:0 | –      | 2. miejsce   |
| 1998      | Puchar Mistrzów CONCACAF           | R2    | Alajuelense        | 3:2 | 1:1    | 1. miejsce   |
| 1998      | Puchar Mistrzów CONCACAF           | R2    | Olimpia            | 2:0 | 1:1    | 1. miejsce   |
| 1998      | Puchar Mistrzów CONCACAF           | 1/4   | León               | 1:1 | 1:1    | 1:1 (2:3 k.) |
| 1999      | Copa Interclubes UNCAF             | R1    | Deportivo Saprissa | 2:2 | 0:2    | 3. miejsce   |
| 1999      | Copa Interclubes UNCAF             | R1    | Motagua            | 1:0 | 1:2    | 3. miejsce   |
| 1999      | Copa Interclubes UNCAF             | R1    | Comunicaciones     | 1:1 | 0:3    | 3. miejsce   |
| 1999      | Copa Interclubes UNCAF             | R1    | Juventus           | 2:0 | –      | 3. miejsce   |
| 2005      | Copa Interclubes UNCAF             | 1/8   | Comunicaciones     | 4:2 | 2:2    | 6:4          |
| 2005      | Copa Interclubes UNCAF             | 1/4   | Pérez Zeledón      | 2:2 | 0:4    | 2:6          |
| 2008/2009 | Liga Mistrzów CONCACAF             | G     | Pumas UNAM         | 1:1 | 0:3    | 3. miejsce   |
| 2008/2009 | Liga Mistrzów CONCACAF             | G     | San Francisco      | 1:0 | 3:2    | 3. miejsce   |
| 2008/2009 | Liga Mistrzów CONCACAF             | G     | Houston Dynamo     | 1:1 | 0:1    | 3. miejsce   |
| 2009/2010 | Liga Mistrzów CONCACAF             | QR    | D.C. United        | 1:1 | 1:1    | 2:2 (4:5 k.) |
| 2013/2014 | Liga Mistrzów CONCACAF             | G     | Tijuana            | 0:0 | 0:1    | 2. miejsce   |
| 2013/2014 | Liga Mistrzów CONCACAF             | G     | Victoria           | 2:1 | 4:1    | 2. miejsce   |